# Aloe fragilis
Aloe fragilis är en grästrädsväxtart som beskrevs av John Jacob Lavranos och Röösli. Aloe fragilis ingår i släktet Aloe och familjen grästrädsväxter. Inga underarter finns listade i Catalogue of Life.

## Bildgalleri

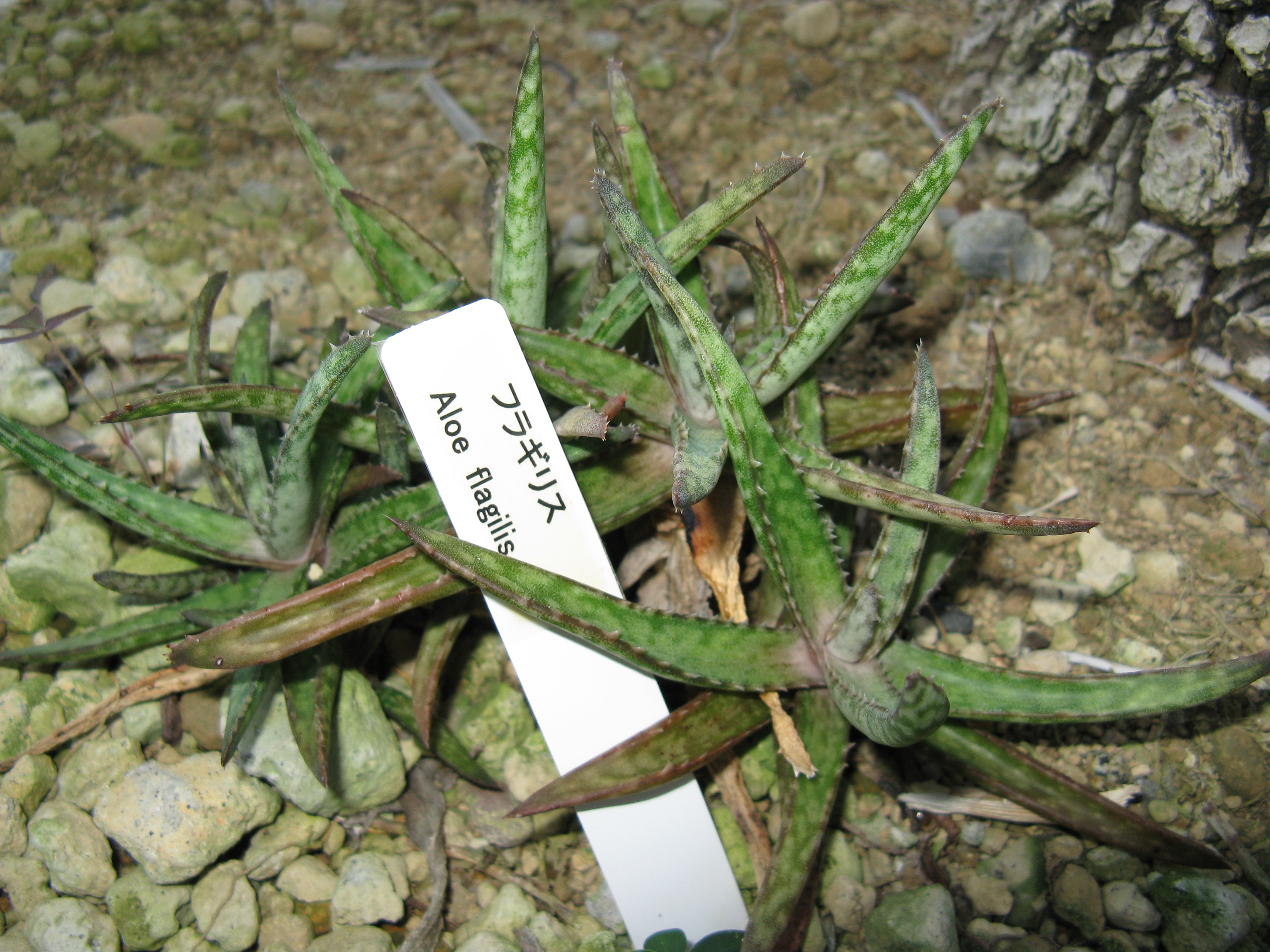